# Birgit Muggenthaler-Schmack

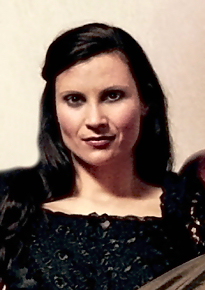
Birgit Muggenthaler

Birgit Ines Muggenthaler-Schmack (* 2. Januar 1974 in München) ist eine deutsche Folk-Musikerin, die durch ihre Auftritte mit der Folkrock-Band Schandmaul und der Folk-Gruppe Sava einem größeren Publikum bekannt wurde.

## Biografie
Birgit Muggenthaler-Schmack ist staatlich geprüfte Ensembleleiterin im Fachbereich Klassik, Diplom-Landschaftsarchitektin und Feng-Shui-Beraterin. Sie erhielt eine klassische Ausbildung an Blockflöte, Klavier, Querflöte, Kontrabass und Gesang. In zahlreichen Workshops im In- und Ausland widmete sie sich der Folk-Musik und den Instrumenten Whistle, Dudelsack, Rauschpfeife, Schalmei und Drehleier.
Ab 1997 trat Muggenthaler-Schmack mit der Band Flansch auf, die französische Tanzmusik spielte. Kurze Zeit später war sie Mitbegründerin der Folkbands Schandmaul (1998) und Faun (1999). Von Faun trennte sie sich bereits im Jahr 2000 wieder. Während bei Faun mit historischen Instrumenten zunächst Volksliedhaftes, später so genannter Pagan-Folk gespielt wurde, ist Schandmaul aufgrund der Verwendung von Elementen der Rockmusik dem Folk- bzw. Mittelalterrock zuzuordnen. 2004 arbeitete Birgit Muggenthaler-Schmack erneut mit Oliver „SaTyr“ Pade von Faun unter dem Namen Sava zusammen. Sava hat drei Alben mit neuer Folkmusik herausgebracht. Nach dem ersten Album Aire (22. November 2004) veröffentlichte Sava am 7. November 2008 das zweite Album Metamorphosis und am 25. Mai 2012 das Album Labyrinth. Seit Juni 2009 treten Sava auch live auf. Seit dem dritten Album ist Oliver Pade nicht mehr dabei.
Birgit Muggenthaler-Schmack absolvierte eine 2-jährige Fortbildung „Musik des Mittelalters – Frühe Musik der hohen Stände“ bei Marc Lewon und Uri Smilansky in der Akademie Burg Fürsteneck. Neben ihren Musikprojekten unterrichtet sie Dudelsack und Flöte.
Bisher sind mit Schandmaul zehn Studioalben und drei Livealben erschienen. Die Band hat bereits etwa 600 Auftritte gespielt.
Birgit Muggenthaler-Schmack ist verheiratet, hat zwei Kinder (Sohn und Tochter) und lebt in Regensburg.

## Diskografie

### Mit Sava
- 2004: Aire (Curzweyhl, Rough Trade)
- 2008: Metamorphosis (Banshee Records, Alive)
- 2012: Labyrinth (Banshee Records, Alive)

### Mit Schandmaul
Siehe Schandmaul/Diskografie

### Als Gastmusikerin
- 2002: Faun – Zaubersprüche (Curzweyhl/Rough Trade)
- 2003: Stoppok – Bla-Bla Nonstop (Grundsound)
- 2005: Tanzwut – Immer noch wach (feat. Schandmaul), single (Pica Music)
- 2006: Tanzwut – Schattenreiter (Pica Music)
- 2008: Albi's Corner – Off the Hook (Eigenvertrieb)